# Lavatera mauritanica subsp. davaei
Lavatera mauritanica subsp. davaei é uma subespécie de planta com flor pertencente à família Malvaceae. 
A autoridade científica da subespécie é (Cout.) Cout., tendo sido publicada em Fl. Portugal 402 (1913).

## Portugal
Trata-se de uma subespécie presente no território português, nomeadamente em Portugal Continental.
Em termos de naturalidade é nativa da região atrás indicada.

## Protecção
Não se encontra protegida por legislação portuguesa ou da Comunidade Europeia.